# Tenuopus cognatus
Tenuopus cognatus är en tvåvingeart som beskrevs av Octave Parent 1934. Tenuopus cognatus ingår i släktet Tenuopus och familjen styltflugor. Inga underarter finns listade i Catalogue of Life.